# Constanze Mozart
Constanze Mozart z domu Weber (ur. 5 stycznia 1762 w Zell im Wiesental w Niemczech, zm. 6 marca 1842 w Salzburgu) – austriacka śpiewaczka występująca w Burgtheater, sopran, żona Wolfganga Amadeusa Mozarta.
W latach 1782–1791 jej pierwszym mężem był Wolfgang Amadeus Mozart. Ojciec Mozarta, Leopold, był przeciwny temu małżeństwu aż do swojej śmierci w 1787 roku.
W latach 1809–1826 jej drugim mężem był duński dyplomata Georg Nicolaus Nissen, który na podstawie jej wspomnień spisał pierwszą biografię kompozytora.

## Constanze w literaturze
Do jej postaci odnosi się również fabularyzowana biografia Mozarta autorstwa Isabelle Duquesnoy – Wyznania Konstancji Mozart, której Constanze jest literacką narratorką.